# Adetus costicollis
Adetus costicollis là một loài bọ cánh cứng trong họ Cerambycidae.